# Лига Справедливости: Гибель
Лига справедливости: Гибель (англ. Justice League: Doom) — американский анимационный фильм 2012 года, основанный на комиксе JLA: Tower of Babel. Входит в состав оригинальной анимационной вселенной DC. Фильму был присвоен рейтинг PG-13.

## Сюжет
Лига справедливости успешно захватывает банду Роял Флэш, совершавшую ограбление хранилища бриллиантов. При этом герои недоумевают, откуда у такой ординарной банды оказалось высокотехнологичное устройство, позволяющее проходить сквозь стены. Герои расходятся по домам. В Бэтпещере, когда Брюс Уэйн удалился залечивать раны после стычки с бандой, Мастер зеркал незаметно совершает кражу ценных данных из Бэткомпьютера при поддержке неизвестного благодетеля.
Спустя некоторое время заклятые враги героев Лиги - Бэйн, Металло, Гепарда, Звездный сапфир, Ма'алефа'ак и присоединившийся к ним Мастер зеркал - собираются по приглашению Вандала Сэвиджа в его убежище в болотах Луизианы для реализации амбициозного плана. Злодеи поставили перед собой задачу устранить героев - своих самых ненавистных врагов, используя их слабые стороны. По отдельности их план удается: Бэтмен оказывается погребен Бэйном в гробу собственного отца; Металло, замаскировавшись под отчаявшегося самоубийцу, стреляет в Супермена криптонитовой пулей; Мастер зеркал прикрепляет к руке Флэша бомбу; Гепарда отравляет Чудо-женщину ядом, вызывающим галлюцинации; Ма'алефа'ак тайно заставляет Марсианского охотника принять магний и поджигает; Звездный сапфир устраивает спектакль, провоцируя Зеленого Фонаря поддаться панике и отказаться от силы кольца.
Положение спасает вмешательство Киборга, который обезвредил яд в теле Чудо-женщины и затем помог освободившемуся Бэтмену вернуть остальных героев в норму. Оказалось, что план по устранению Лиги справедливости строился на наблюдениях Бэтмена, которые тот вел из опасений, что однажды кто-то из Лиги окажется смертельно опасен для мира. Вандал Сэвидж только изменил суть задуманного с нейтрализации на уничтожение героев. По украденным из Бэтпещеры файлам Лига отследила местоположение убежища Сэвиджа, где злодей раскрывает союзникам свою суть бессмертного и конечную цель плана - провоцирование солнечной вспышки, которая уничтожит половину населения Земли и поставит другую половину на грань политического и экономического коллапса. После этого ничто не помешало бы злодеям, имеющим в распоряжении огромный капитал, захватить власть над человечеством.
Лига справедливости вместе с Киборгом успешно проникает в убежище Сэвиджа и дает бой злодеям, добившись реванша. Совместными усилиями и с помощью устройства неосязаемости, которое, как оказалось, банде Роял Флэш предоставил Вандал для испытания, удается предотвратить эффект солнечной вспышки. Заговорщики арестованы, Киборг официально принят в Лигу справедливости. Однако Бэтмен, не изменивший своему намерению до конца сохранять осторожность даже по отношению к собственным соратникам, решает не дожидаться вердикта Лиги и добровольно покидает её ряды. На прощание Супермен в знак доверия отдает старому другу пулю из криптонита, которой его ранил Металло, как средство борьбы на случай, если Человек-из-стали когда-нибудь потеряет самоконтроль.

## Роли озвучивали
- Кевин Конрой — Бэтмен
- Тим Дейли — Супермен
- Сьюзан Айзенберг[англ.] — Чудо-женщина
- Нейтан Филлион — Зелёный Фонарь (Хэл Джордан)
- Карл Ламбли — Марсианский охотник / Ма'алефа'ак[англ.]
- Майкл Розенбаум — Флэш (Барри Аллен)
- Бампер Робинсон — Киборг
- Карлос Алазраки — Бэйн
- Клаудия Блэк — Чита
- Пол Блэкторн — Металло
- Оливия д’Або — Кэрол Феррис
- Алексис Денисоф — Зеркальный мастер[англ.]
- Фил Моррис — Вандал Сэвидж
- Грей Делайл — Лоис Лейн
- Робин Аткин Даунс — Альфред Пенниуорт
- Дэнни Джейкобс — агент Портер